# Корлето-Пертікара
Корлето-Пертікара (італ. Corleto Perticara) — муніципалітет в Італії, у регіоні Базиліката, провінція Потенца.
Корлето-Пертікара розташоване на відстані близько 350 км на південний схід від Рима, 35 км на південний схід від Потенци.
Населення — 2534 особи (2014).

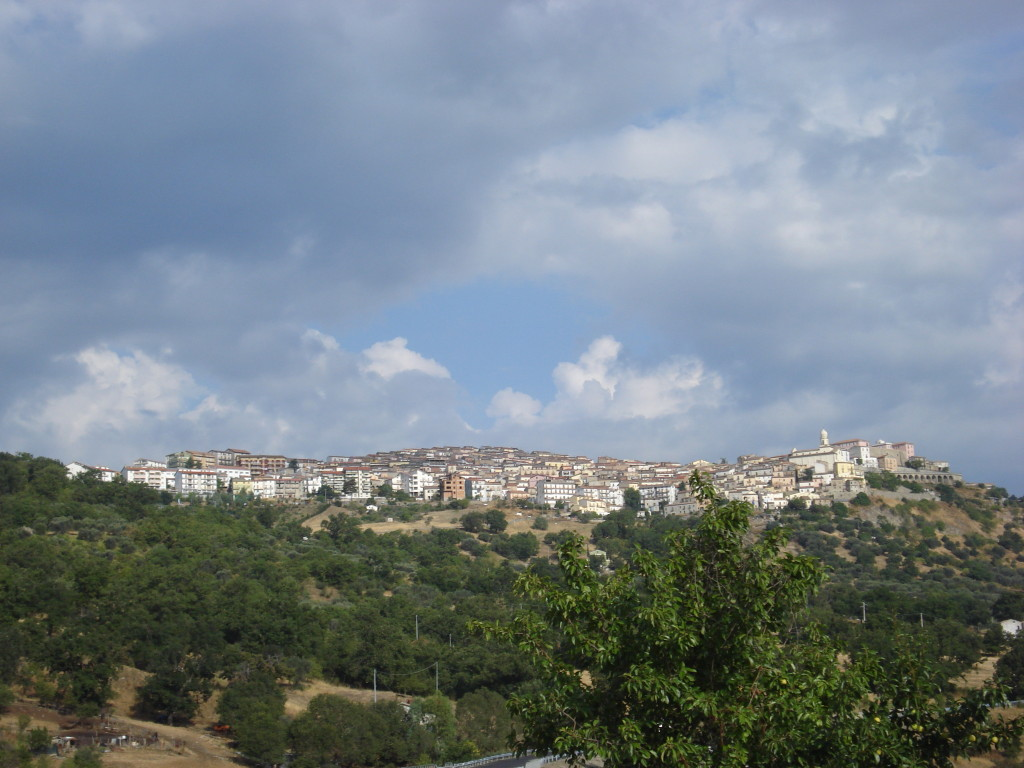

Щорічний фестиваль відбувається 14 січня. Покровитель — San Potito martire.

## Демографія
Населення за роками:

Станом на 1 січня 2023 року в муніципалітеті офіційно проживали 94 іноземці з 21 країни, серед них 32 громадяни країн Євросоюзу та 3 громадяни України.

## Сусідні муніципалітети
- Арменто
- Горгольйоне
- Гуардія-Пертікара
- Лауренцана
- Монтемурро
- П'єтрапертоза
- Віджано